# Wapen van Echt
Het wapen van Echt werd op 30 juli 1887  bij Koninklijk Besluit aan de gemeente toegekend. Sindsdien is het in vrijwel ongewijzigde vorm tot de opheffing van de gemeente Echt in gebruik geweest. De gemeente is in 2003 met de gemeente Susteren gefuseerd tot de gemeente Echt-Susteren. Elementen uit het wapen van Echt zijn ook opgenomen in het wapen van Echt-Susteren.

## Geschiedenis
Reeds in de 7e eeuw is Echt bekend als dorp, dan behoort het tot het Grafschap Lohn.  Vanaf 1087 was de villa Echt bezit van Gerard IV van Wassenburg, de latere Gerard I van Gelre. Datzelfde jaar wordt de kerk van Echt na een uitspraak van het keizerlijk gerecht in Aken teruggeven aan de broeders van St. Servaas in Maastricht.
In de 13e eeuw gaat Echt over naar het Graafschap Gelre. In 1343 bezit Echt stadsrechten en behoort tot de steden van het Overkwartier, wanneer deze stadsrechten zijn verkregen is niet bekend.
Echt heeft ook gebruikgemaakt van wapenzegels, de eerste vermelding van een dergelijk zegel is uit 1259. Het oudst bewaarde exemplaar bevindt zich in het Gemeentemuseum Echt, dit exemplaar stamt uit 1277, om precies te zijn is het van 12 december 1277. Het is gebruikt op een akte van die datum. De laatste vermelding van dit zegel is van 19 februari 1794, dit betekent dat het zegel in ongewijzigde vorm ten minste 517 jaar lang gebruikt is.
De herkomst van het wapen is onduidelijk. Er wordt gesteld dat de kruisjes voor 12 dorpen in de gemeente Echt staan, echter toen het wapen in gebruik kwam waren er nog geen 12 dorpen in de parochie Echt aanwezig. Het wapen zou afkomstig kunnen zijn van de familie Horrick van Glimbach, echter deze familie komt uit Echt en gebruikt dan ook een afgeleide van het stadswapen.

## Blazoen
Op 30 juli 1887 kreeg de gemeente Echt door de Hoge Raad van Adel haar wapen toegewezen. Het blazoenering van dat wapen luidde toen:
Een schild van keel beladen met een St.Andrieskruis van zilver, vergezeld van 12 herkruiste kruisjes van goud, in elk kanton 3.
Oftewel: een rood schild met een Sint Andreaskruis van zilver met in elke hoek 3 herkruiste kruisjes van goud, tezamen 12 kruisjes. Niet vermeld in de beschrijving, maar wel aanwezig op de afbeelding in het register is een lint met daarop in zwarte letters het randschrift: "GEMEENTEBESTUUR van ECHT".
Op 25 augustus 1998 verkreeg de nieuwe gemeente Echt een nieuw blazoen:
In keel een schuinkruis van zilver, vergezeld van 12 herkruiste kruisjes van goud, in elke hoek drie. Het schild gedekt met een gouden kroon van drie bladeren en twee parels.
De beschrijving van het wapenschild bleef gelijk aan het oude wapen, met het verschil dat het schild nu gedekt wordt door een gouden kroon van drie bladeren met daartussen twee parels.

## Zegels van Echt
Het zegel van de schepenen van Echt wordt voor het eerst genoemd op 29 juni 1259. Het eerst bewaarde exemplaar is van 1277. Ze voert een Andreaskruis op een schild met in elk van de 4 hoeken 3 herkruiste kruisjes. Echt heeft meerdere zegels waarin het wapen voorkomt. Ten eerste het schepenbankszegel dat met een tegenzegel aan een akte van 12 december 1277 hangt. Dit is een van de oudst bewaarde originele schepenbankszegels in Nederland. Het tegenzegel toont een gebouw met een poort en toren. Het zegel komt voor het laatst voor in 1794, het tegenzegel voor het laatst in 1769. Ten tweede is er het kleine schepenbankszegel dat gebruikt werd van 1609 - 1663. Ten derde is er een stadszegel bekend, dat van latere datum is (aangetroffen op een 17e-eeuwse akte).

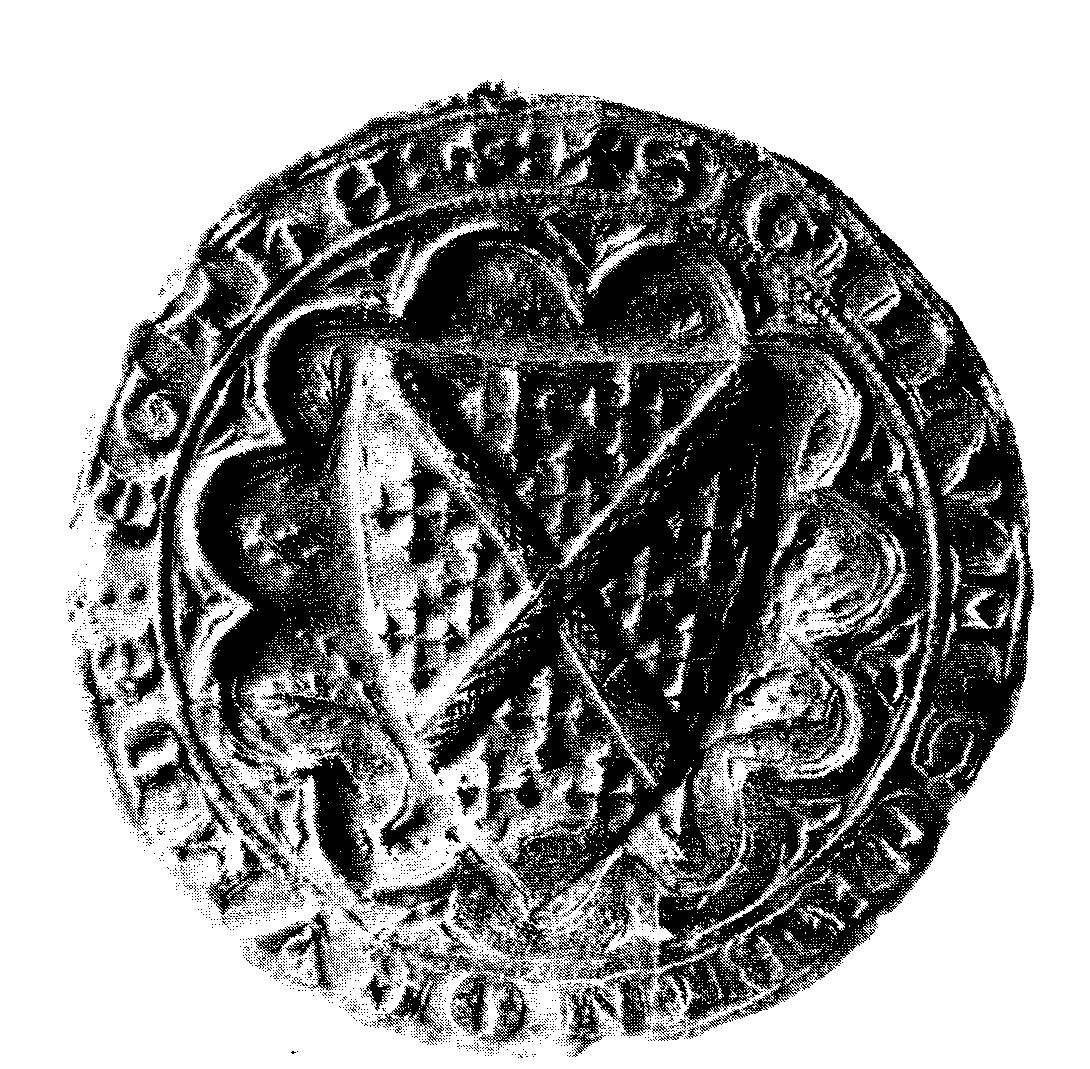
Schepenbankszegel (1277-1794). Omschrift: + SIGILLUM SCABINORUM DE EGTHE
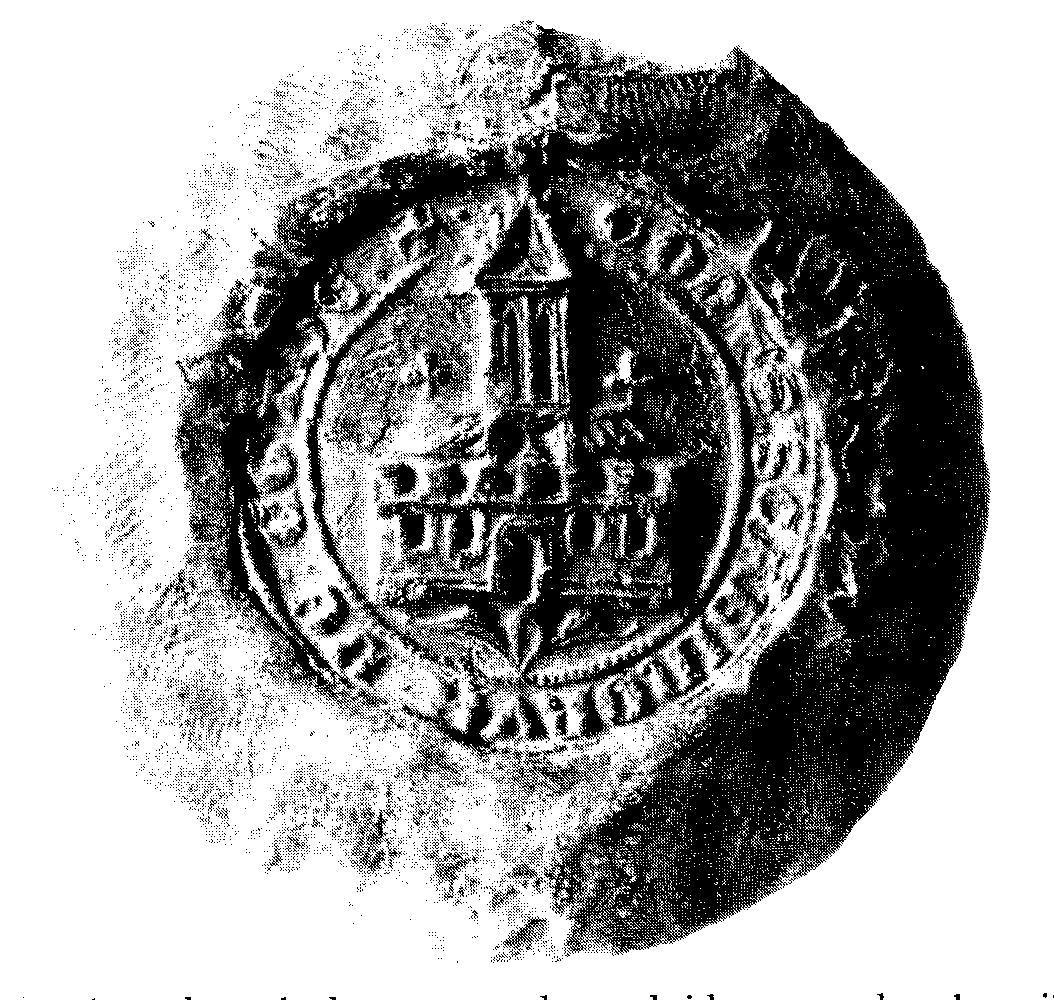
Tegenzegel (1277-1769). Omschrift: CONT(RA) S(IGILLUM) SCABINORUM DE EGTHE
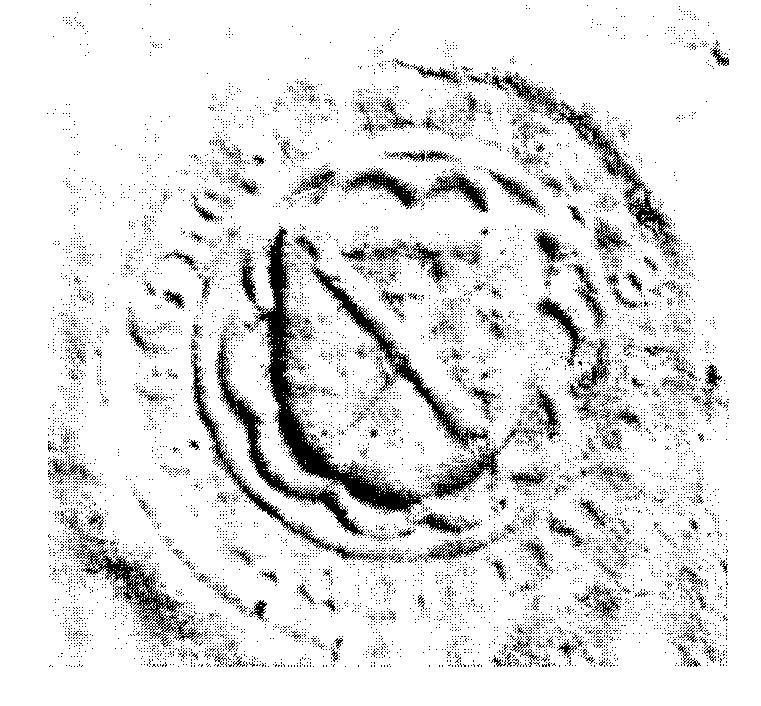
Tweede schepenbankszegel (1609-1663). Omschrift: sigillum schabinorum de ecthe

## Verwant wapen

Het wapen van Echt-Susteren

## Trivia
- Het wapen komt ook voor op een gevelsteen in het stadhuis, dit stamt uit 1660.
- Maasbracht ressorteerde onder de parochie van Echt, daardoor komt het wapen van Echt in het wapen van Maasbracht voor.[5]

Ambt Montfort
· Amby
· Amstenrade
· Arcen en Velden
· Baexem
· Beegden
· Beek
· Belfeld
· Bemelen
· Berg en Terblijt
· Bingelrade
· Bocholtz
· Borgharen
· Born
· Broekhuizen
· Broeksittard 
· Buggenum
· Bunde
· Cadier en Keer
· Echt 
· Eijsden
· Elsloo
· Eygelshoven
· Geleen
· Gennep
· Geulle
· Grathem
· Grevenbicht
· Gronsveld
· Grubbenvorst
· Gulpen 
· Haelen
· Heel
· Heel en Panheel
· Heer
· Helden
· Herten
· Heythuysen
· Hoensbroek
· Horn
· Horst
· Houthem
· Hulsberg
· Hunsel
· Itteren
· Jabeek
· Kessel
· Klimmen
· Limbricht
· Linne
· Maasbracht
· Maasbree
· Maasniel
· Margraten
· Meerlo
· Meerlo-Wanssum
· Meerssen
· Meijel
· Melick en Herkenbosch
· Merkelbeek
· Mheer
· Montfort
· Munstergeleen
· Neer
· Neeritter
· Nieuwenhagen
· Nieuwstadt
· Noorbeek
· Nuth
· Onderbanken
· Obbicht en Papenhoven
· Ohé en Laak
· Oirsbeek
· Ottersum
· Oud-Valkenburg
· Oud-Vroenhoven
· Posterholt
· Roggel
· Roggel en Neer
· Roosteren
· Schaesberg
· Schimmert
· Schinnen
· Schinveld
· Sevenum
· Simpelveld
· Sint Geertruid
· Sint Odiliënberg
· Sint Pieter
· Sittard
· Slenaken
· Spaubeek
· Stramproy
· Stevensweert
· Susteren
· Swalmen
· Tegelen
· Thorn
· Ubach over Worms
· Ulestraten
· Urmond
· Valkenburg
· Vlodrop
· Wanssum
· Wessem
· Wijlre
· Wijnandsrade
· Wittem